# José Manuel Otero Novas
Pour les articles homonymes, voir Novas.
José Manuel Otero Novas, né le 23 mars 1940 à Vigo), est un juriste et homme politique espagnol. Il a été ministre de la Présidence, puis de l'Éducation, et membre de l'Union du centre démocratique (UCD), durant les premières années de la transition démocratique alors menée par Adolfo Suárez.

## Biographie

### Formation académique
Il est titulaire d'une licence en droit, obtenue à l'université d'Oviedo avec le « prix extraordinaire », et d'un diplôme de droit comparé hispano-américain de l'université de Madrid.

### Carrière dans la haute administration
En 1967, il passe avec succès les concours d'avocat de l'État, exerçant devant les administrations et tribunaux de Lugo, l'Audience nationale, et enfin le Tribunal suprême. Il réussit sept ans plus tard les concours d'inspecteur des services du ministère de l'Économie et des Finances, où il accomplit des missions de contrôle, d'audit, d'études et de proposition. Il devient ensuite chef du cabinet du sous-secrétariat des Finances.

### Parcours dans le privé
Parallèlement à ses fonctions dans la haute administration, il a exercé la profession d'avocat. Désormais entrepreneur, il a également siégé dans divers tribunaux et cours d'arbitrage en Espagne.

### Un haut fonctionnaire de la Transition
Après avoir été directeur général de la Politique intérieure du ministère de l'Intérieur, alors dirigé par Manuel Fraga, et membre du  groupe Tácito, qui regroupait des intellectuels et journalistes chrétiens-démocrates appelant, dès les années 1970, à une sortie démocratique du franquisme, il devient sous-secrétaire technique à la présidence du gouvernement après l'arrivée au pouvoir d'Adolfo Suárez.
Il collabore alors à la loi de réforme politique, à la légalisation des partis, à l'organisation des premières élections législatives libres et à la rédaction de la Constitution, ayant proposé avec ses collaborateurs le premier projet de texte. Il participe également aux activités du groupe Tácito.

### Vie politique
Le 5 juillet 1977, José Manuel Otero Novas est nommé ministre de la Présidence dans le premier gouvernement démocratiquement élu, dirigé par Adolfo Suárez. À ce poste, il a notamment été chargé de préparer la décentralisation du pays en signant les décrets accordant les premiers régimes provisoires d'autonomie régionale. Élu député de la circonscription de Lugo sous les couleurs de l'Union du centre démocratique (UCD) en 1979, il devient ministre de l'Éducation le 6 avril, et adopte les règles permettant l'enseignement dans des langues autres que le castillan. Il doit quitter le gouvernement lors d'un remaniement ministériel organisé le 9 septembre 1980.
Il sort de l'UCD, au sein de laquelle il était membre du comité exécutif national, deux ans plus tard et rejoint le Parti démocrate populaire (PDP), une formation démocrate-chrétienne dont il est nommé secrétaire général jusqu'en 1983. Il adhère en 1989 au Parti populaire (PP) et retrouve alors le Congrès des députés, en tant que représentant de la province de Zamora. À la fin de son mandat, en 1993, il se retire de la vie politique.

### Famille
Marié avec Nieves Miranda Zapico, il est père de trois enfants.